# دانكن بلاك ماكدونلد
دانكن بلاك ماكدونلد (بالإنجليزية: Duncan Black MacDonald)‏ (1863 - 1943 م) هو مستشرق أميركي.
ولد في غلاسكو وكان شديد التدين بالنصرانية. له عدة مؤلفات أهمها « تطور الدولة والفقه والكلام في الإسلام»، نيويورك، 1903م ونقله للعربية محمد سعد كامل (2018م). يعتبر، إلى جانب هرمان تسوتنبرج، في طليعة من عني بكتاب « ألف ليلة وليلة »، فجمع منه نسخاً لا توجد عند غيره.